# جون روث (مغني)
جون روث (بالإنجليزية: John Roth)‏ هو مغني أمريكي، ولد في 1967 في ممفيس في الولايات المتحدة.